# Nightexpress

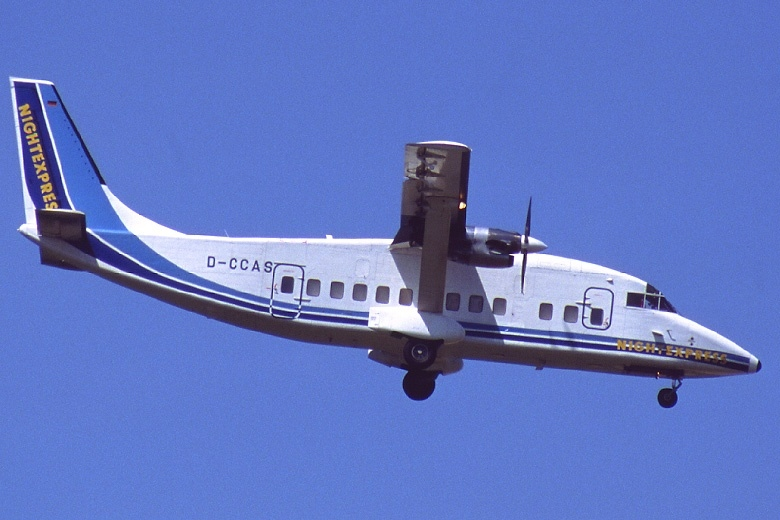
Short 360 Nightexpress, Frankfurt 2002

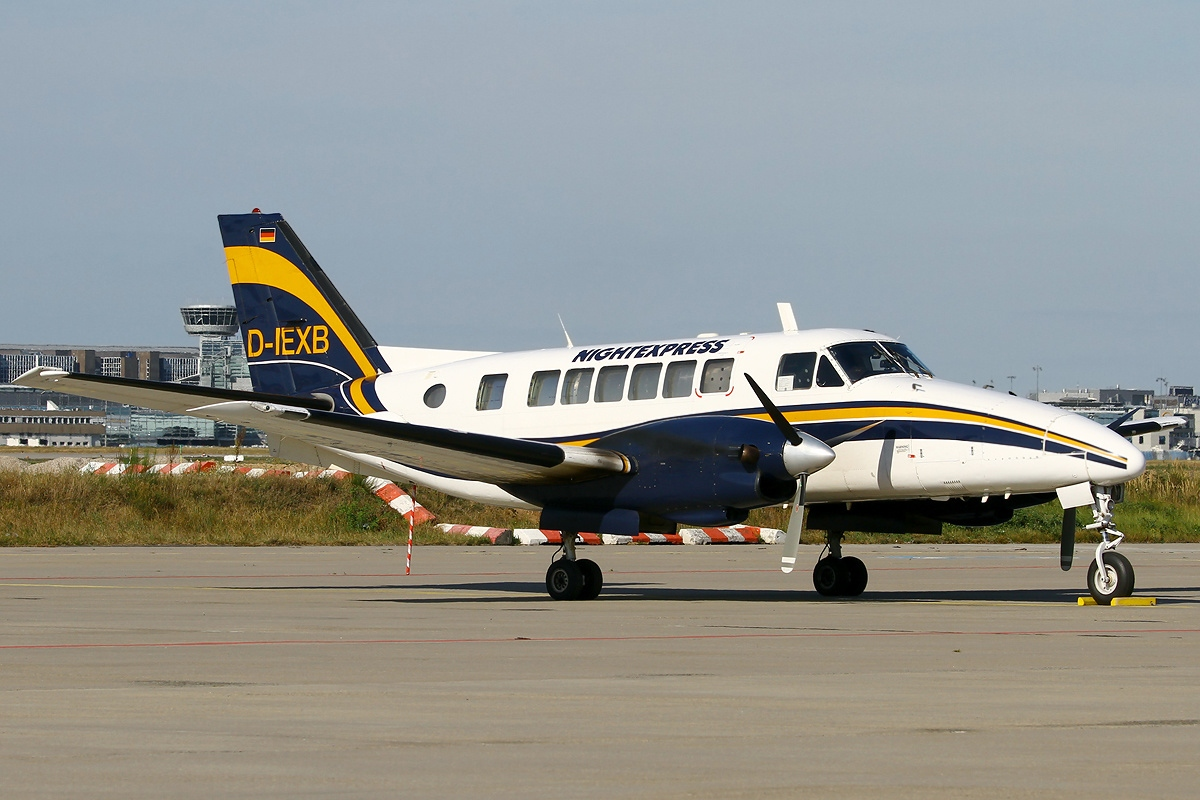
Beech 99 Nightexpress, Frankfurt 2012

Nightexpress var ett tyskt flygbolag som flög bland annat Beechcraft Model 99 och Short 360 fraktflygplan.
År 2017 avvecklades flygbolaget.

## Källhänvisningar